# Iahneatîn, Rujîn
Iahneatîn (în ucraineană Ягнятин) este o comună în raionul Rujîn, regiunea Jîtomîr, Ucraina, formată numai din satul de reședință.

## Demografie
Componența lingvistică a comunei Iahneatîn
     Ucraineană (98,68%)
     Rusă (1,24%)
Conform recensământului din 2001, majoritatea populației comunei Iahneatîn era vorbitoare de ucraineană (98,68%), existând în minoritate și vorbitori de rusă (1,24%).